# Skovgaard Museum

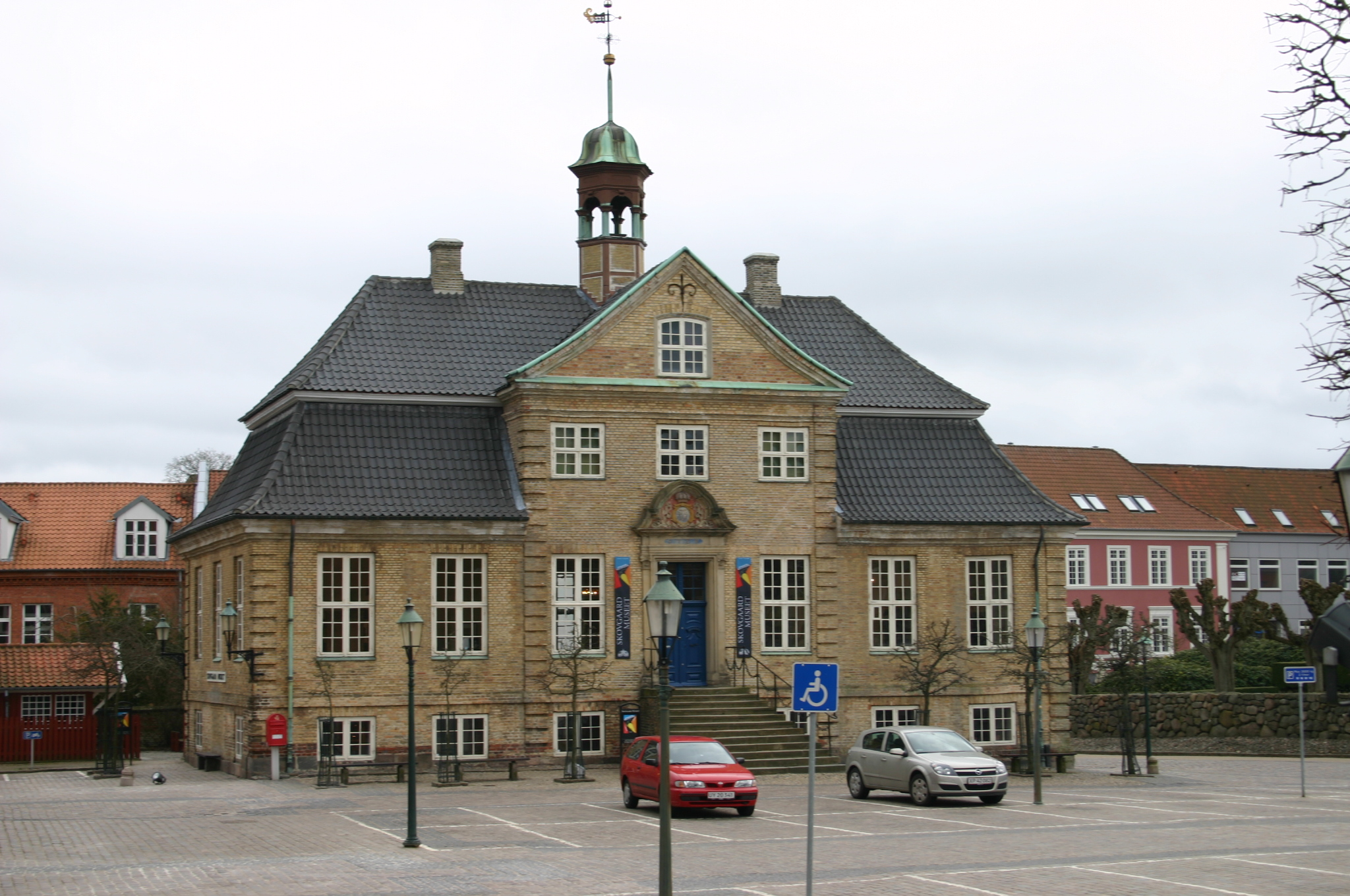
Viborg gamle rådhus,
heute Skovgaard Museum

Das Skovgaard Museum (dänisch Skovgaard Museet) ist ein Kunstmuseum in Viborg, Dänemark, gewidmet den mehrere Generationen umfassenden Mitgliedern der Künstlerfamilie um P. C. Skovgaard. Es wurde 1937 gegründet und befindet sich heute im Alten Rathaus (gamle rådhus) von Viborg. Das 1728 vom Altonaer Baumeister Claus Stallknecht errichtete Gebäude liegt an der Domkirkestræde 2–4 unweit des Viborger Doms.

## Entstehung
Das Skovgaard Museum war ursprünglich vom Stadtrat Viborgs gedacht zu Ehren von Joakim Frederik Skovgaard. Es sollte die Entstehung der von Skovgaard in den Jahren 1901 bis 1913 geschaffenen Fresken und Deckengemälde des Viborger Doms dokumentieren. In seinem Bildprogramm hatte er dabei Szenen aus dem Alten und Neuen Testament aufgegriffen und damit etwa 2000 Quadratmeter Wand- und Deckenfläche gestaltet. Skovgaard stellte jedoch die Bedingung, dass das Museum der gesamten Familie gewidmet werden sollte, da außer seinem Vater auch seine Mutter Georgia und seine Geschwister Niels Kristian und Susette Cathrine künstlerisch tätig waren. Weiter sollten auch Künstler, die an der Dekoration der Kathedrale beteiligt waren, vertreten sein. Im Gegenzug kam als Spende die Kunstsammlung der Familie Skovgaard hinzu.

## Sammlung
Die Sammlung beginnt bei den Landschaften P. C. Skovgaards aus dem Goldenen Zeitalter Dänemarks (den danske guldalder). Sie beinhaltet Werke seiner drei Kinder; Landschaften, Themen des Christentums, der Volksweisheit und nordischen Mythologie. Auch die folgenden Generationen der Familie sind vertreten. Neben Malerei, Zeichnungen, Grafik und Keramik ist eine kunsthandwerkliche Sammlung der Zeit um 1900 zu sehen.
Zudem enthält die Sammlung Werke der Weggefährten, wie etwa Thorvald Bindesbøll, Herman Wilhelm Bissen, H. A. Brendekilde, Janus la Cour, Hermann Ernst Freund, Lorenz Frølich, Constantin Hansen, Christen Købke, Christian August Lorentzen, Johan Thomas Lundbye, Harald Slott-Møller und Frederik Vermehren. Die Assistenten der Dom-Ausmalung sind vertreten durch Niels Larsen Stevns (1864–1941), Arne Lofthus (1881–1962), Viggo Pedersen (1854–1926) und Povl Jerndorff (1885–1933).
Das Museum zeigt neben der permanenten Kollektion mehrmals im Jahr wechselnde Ausstellungen, die vom 19. Jahrhundert bis zur Gegenwartskunst reichen. Die Ausstellungen schaffen unterschiedliche Perspektiven auf die Museumssammlung, gleichzeitig eröffnet die Sammlung aber auch neue Perspektiven für die Wahrnehmung der Wechselausstellungen.
So wurde etwa 2014/2015 in Zusammenarbeit von Øregaard Museum in Hellerup, Nivaagaard Malerisamling (Nivå bei Helsingør), Skovgaard Museet und Ribe Kunstmuseum die Ausstellung: Martinus Rørbye – Det nære og det fjerne. (The near and the distant – Die Nähe und die Ferne) gezeigt. Zu dieser Ausstellung entstand im Skovgaard Museum ein kurzer Film, der auch Einblicke in die Räumlichkeiten des Museums bietet.

## Galerie

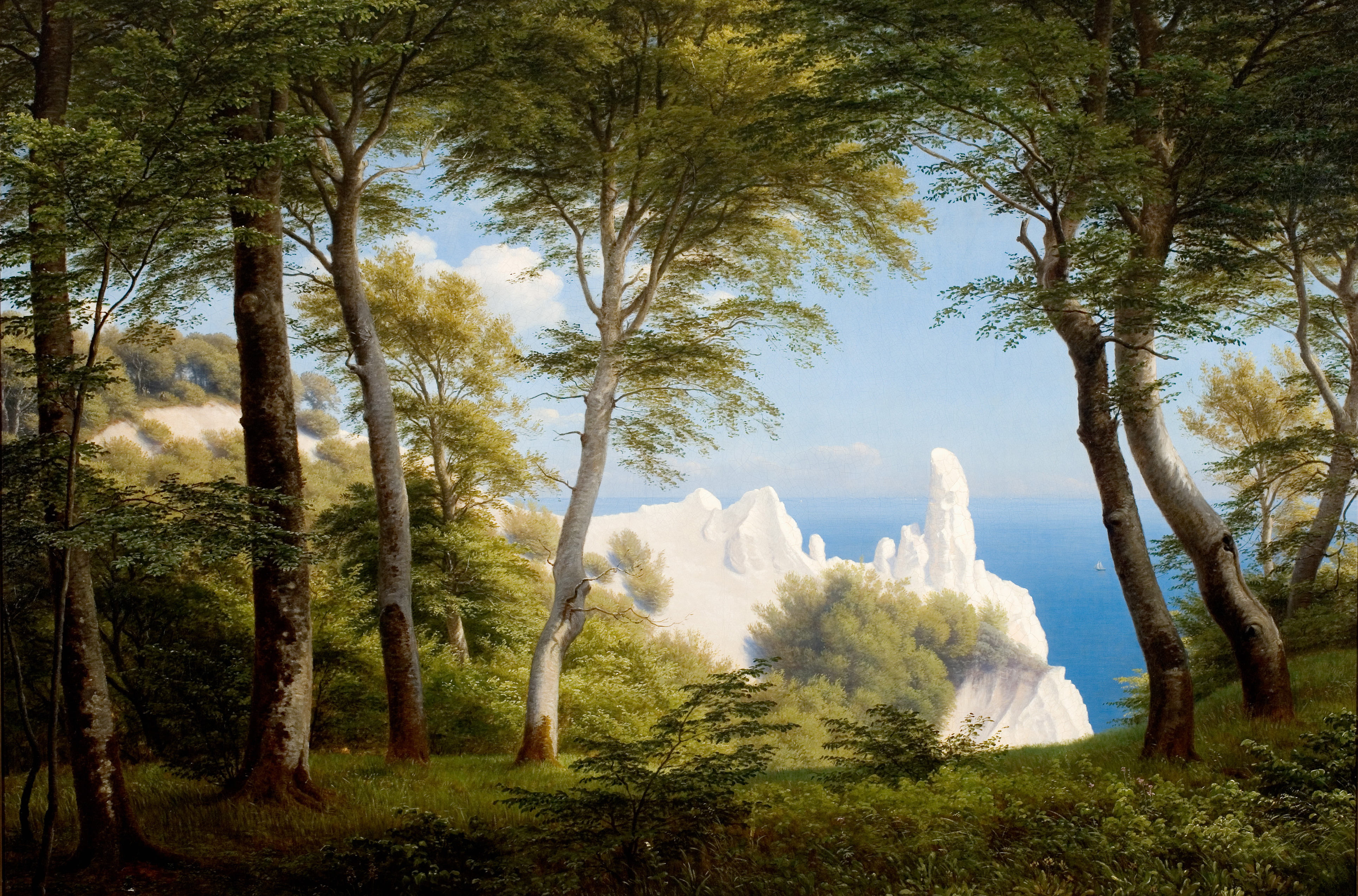
P. C. Skovgaard: View of the sea from Møens Klint, 1850
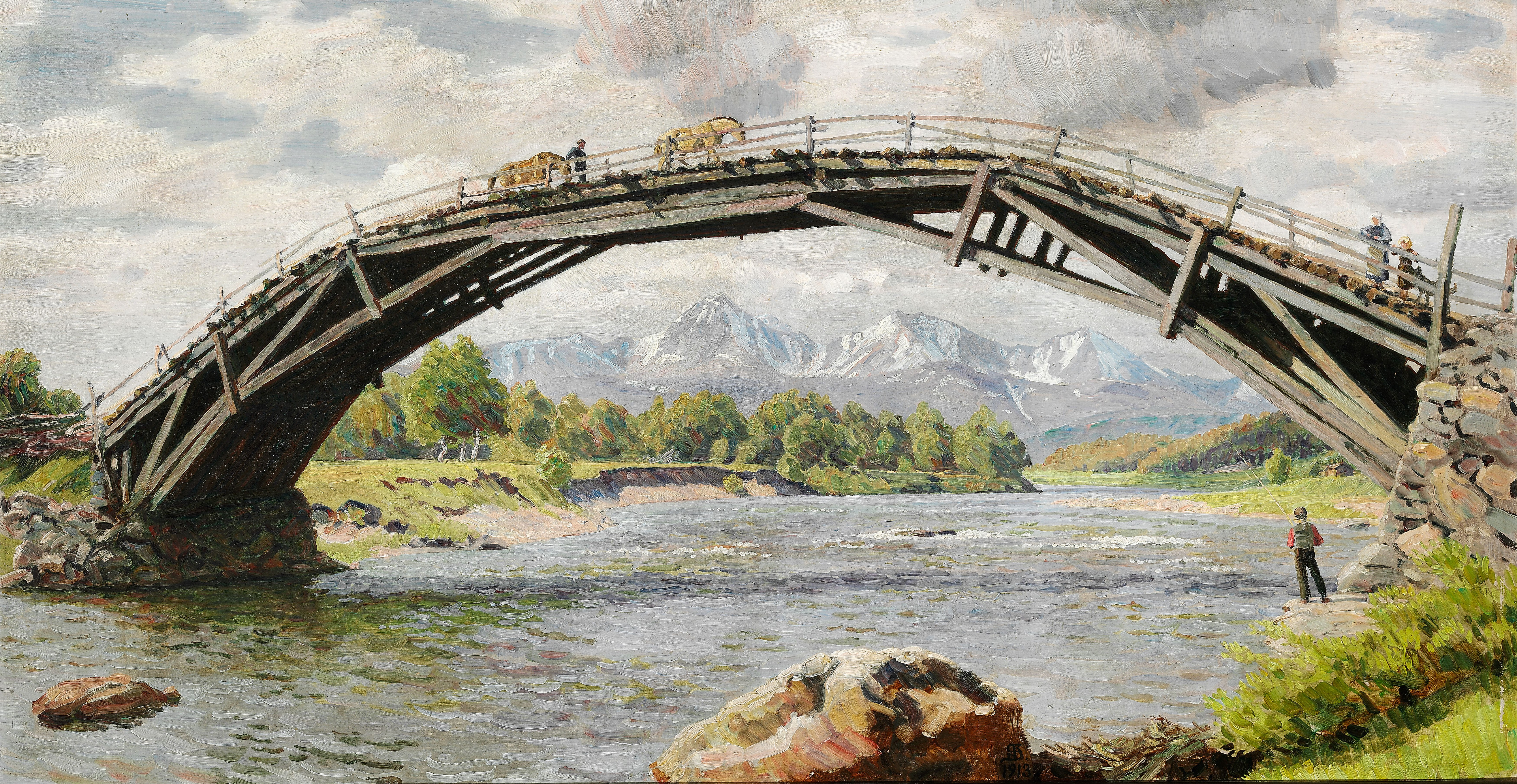
Niels Skovgaard: Broen og Fjældene, 1913
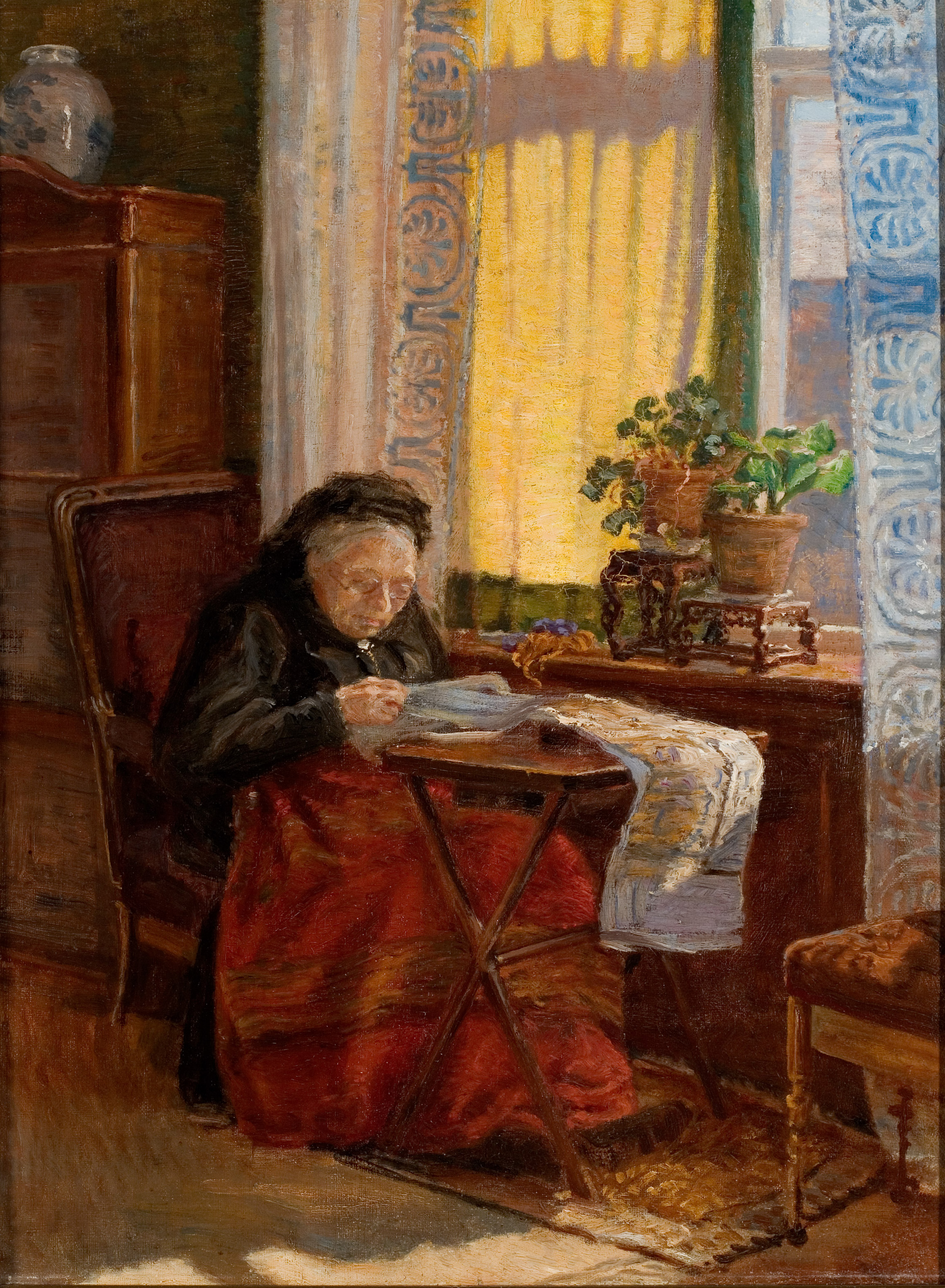
Susette Holten: Portræt af faster Wilhelmine Skovgaard, vor 1904